# Grand County (Colorado)
Das Grand County ist ein County im Bundesstaat Colorado der Vereinigten Staaten. Der Verwaltungssitz (County Seat) ist Hot Sulphur Springs.

## Geographie
Das County hat eine Fläche von 4842 Quadratkilometern, wovon 59 Quadratkilometer Wasserfläche sind.

## Geschichte
Grand County wurde am 2. Februar 1874 aus Teilen von Summit County gebildet und enthielt Land an der westlichen und nördlichen Staatsgrenze, das heute zu Moffat County und Routt County gehört. Als am 29. Januar 1877 Routt County gegründet wurde, schrumpfte Grand County zu seiner heutigen westlichen Grenze. Als wertvolle Mineralien in North Park gefunden wurden, beanspruchte Grand County das Gebiet ebenso wie Larimer County. Es benötigte eine Entscheidung des Colorado Supreme Court 1886, um North Park zu einem Teil von Larimer County zu erklären. So wurde schließlich die nördliche Grenze festgesetzt.

## Demografische Daten

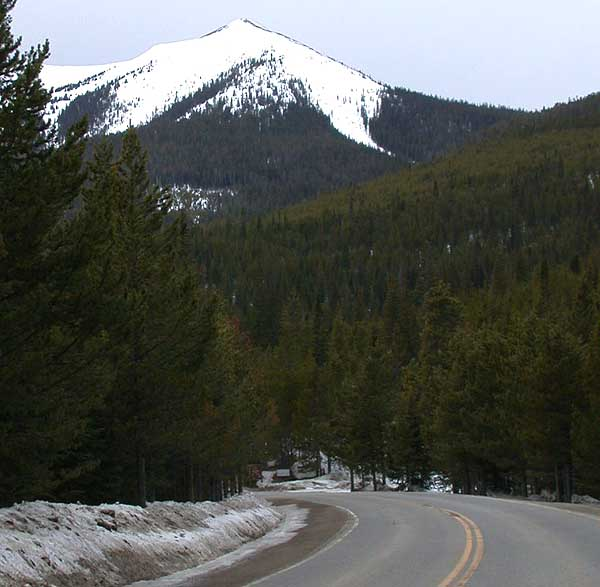
Der Willow Creek Pass

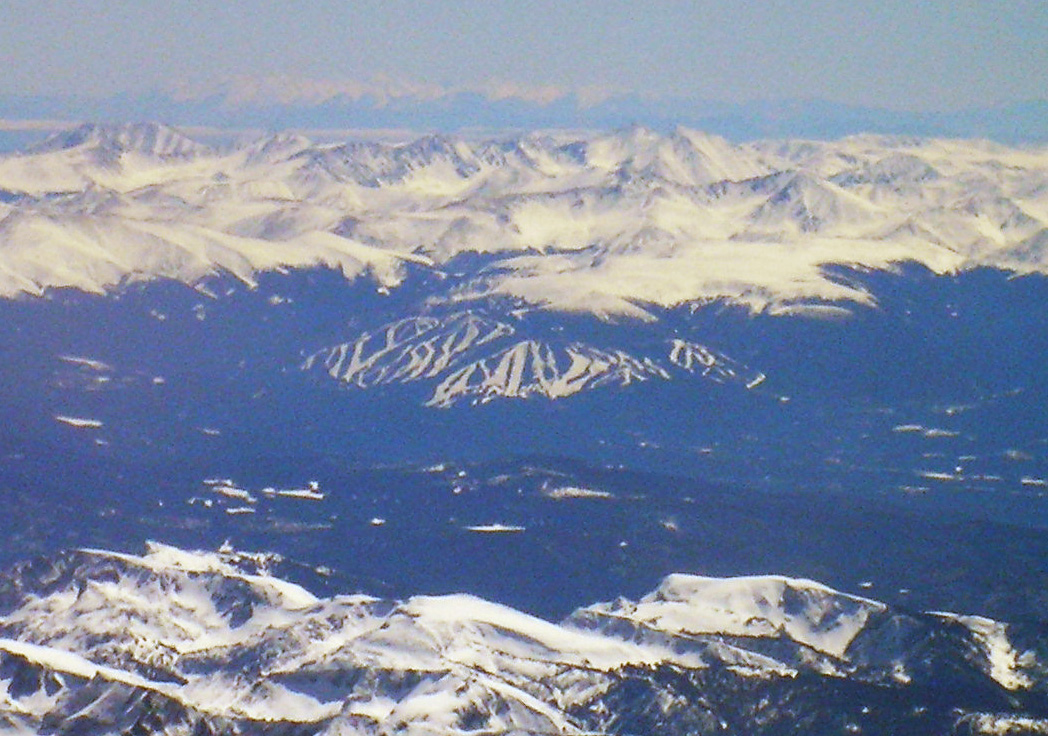
Das Fraser Valley mit Skigebiet im Hintergrund

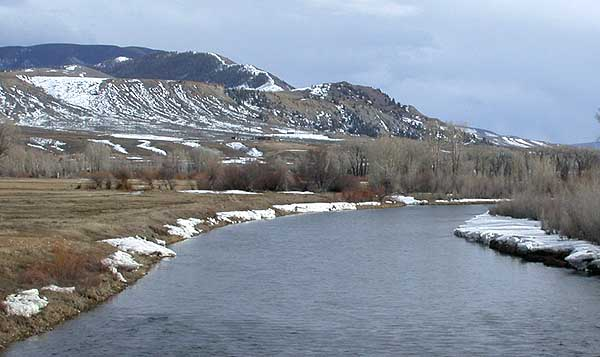
Der Blue River

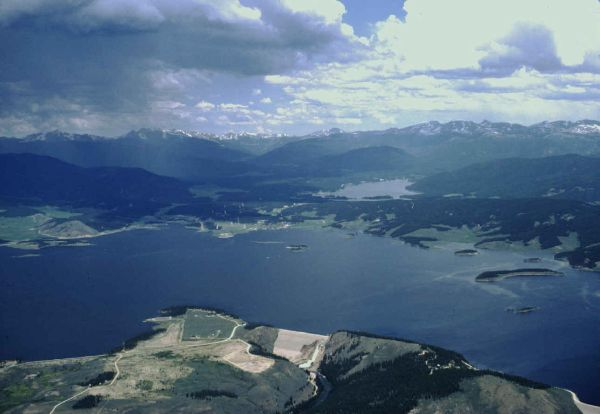
Der Grand Lake

Nach der Volkszählung im Jahr 2000 lebten im County 12.442 Menschen. Es gab 5075 Haushalte und 3217 Familien. Die Bevölkerungsdichte betrug 3 Einwohner pro Quadratkilometer. Ethnisch betrachtet setzte sich die Bevölkerung zusammen aus 95,15 Prozent Weißen, 0,48 Prozent Afroamerikanern, 0,43 Prozent amerikanischen Ureinwohnern, 0,68 Prozent Asiaten, 0,10 Prozent Bewohnern aus dem pazifischen Inselraum und 2,00 Prozent aus anderen ethnischen Gruppen; 1,15 Prozent stammten von zwei oder mehr Ethnien ab. 4,36 Prozent der Gesamtbevölkerung waren spanischer oder lateinamerikanischer Abstammung.
Von den 5075 Haushalten hatten 28,1 Prozent Kinder und Jugendliche unter 18 Jahre, die bei ihnen lebten. 54,7 Prozent waren verheiratete, zusammenlebende Paare, 5,2 Prozent waren allein erziehende Mütter. 36,6 Prozent waren keine Familien. 24,8 Prozent waren Singlehaushalte und in 4,8 Prozent lebten Menschen im Alter von 65 Jahren oder darüber. Die Durchschnittshaushaltsgröße betrug 2,37 und die durchschnittliche Familiengröße lag bei 2,85 Personen.
Auf das gesamte County bezogen setzte sich die Bevölkerung zusammen aus 21,8 Prozent Einwohnern unter 18 Jahren, 9,0 Prozent zwischen 18 und 24 Jahren, 34,7 Prozent zwischen 25 und 44 Jahren, 26,8 Prozent zwischen 45 und 64 Jahren und 7,8 Prozent waren 65 Jahre alt oder darüber. Das Durchschnittsalter betrug 37 Jahre. Auf 100 weibliche Personen kamen 112,7 männliche Personen, auf 100 Frauen im Alter ab 18 Jahren kamen statistisch 115,7 Männer.
Das jährliche Durchschnittseinkommen eines Haushalts betrug 47.759 USD, das Durchschnittseinkommen der Familien betrug 55.217 USD. Männer hatten ein Durchschnittseinkommen von 34.861 USD, Frauen 26.445 USD. Das Prokopfeinkommen betrug 25.198 USD. 7,3 Prozent der Bevölkerung und 5,4 Prozent der Familien lebten unterhalb der Armutsgrenze. Darunter waren 7,9 Prozent der Bevölkerung unter 18 Jahren und 6,1 Prozent der Einwohner ab 65 Jahren.

## Sehenswürdigkeiten

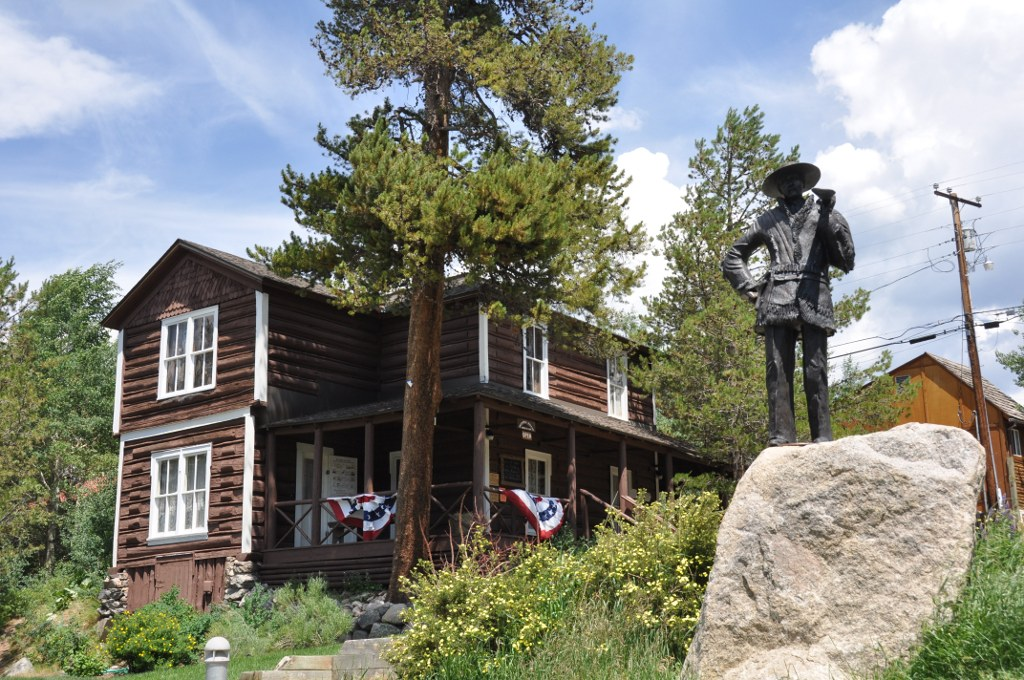
Kauffman House in Grand Lake (2012). Dieses 1892 errichtete Blockhaus diente ursprünglich als Hotel und ist seit den 1970er Jahren ein Museum. Im November 1974 wurde es als erstes Objekt im Grand County in das NRHP eingetragen.

26 Bauwerke, Stätten und historische Bezirke (Historic Districts) im Gilpin County sind im National Register of Historic Places („Nationales Verzeichnis historischer Orte“; NRHP) eingetragen (Stand 6. September 2022), darunter mehrere Objekte im Rocky-Mountain-Nationalpark wie zum Beispiel drei Toilettengebäude und ein Aussichtsturm.

## Orte im Grand County
- Elkdale
- Fraser
- Gaskil
- Granby
- Grand Lake
- Hideaway Park
- Hot Sulphur Springs
- Kremmling
- Leal
- Maryvale
- Parshall
- Tabernash
- Troublesome
- Winter Park